# Памятник Владимиру Великому (Батайск)
Памятник Владимиру Великому — монумент, который был построен в 2015 году в развивающемся микрорайоне «Радужном» в городе Батайске Ростовской области России. Автором памятника стал член Императорского Православного Палестинского Общества (Ростовское региональное отделение) — скульптор Сергей Исаков.

## История
Перед началом работ по возведению монумента, был создан курган с обзорной площадкой. Рядом с местом, на котором стал строиться памятник князю Владимиру, началось строительство Князь-Владимирского храма. Первый камень строения в торжественной обстановке заложили 13 июня 2015 года. Согласно местным традициям Батайска, памятник необходимо устанавливать до того, как будет строиться храм, этой традиции решили следовать и в этот раз.
Открытие памятника в городе Батайске состоялось 16 октября 2015 года в присутствии мэра Батайска Валерия Путилина, жителей города и духовенства округа. Осветил памятник князю Владимиру в Батайске глава Донской митрополии Меркурий.

## Описание
Высота сооруженного памятника составляет 4 метра, он расположен на постаменте трехметровой высоты. По периметру изготовленного постамента, располагаются друге скульптуры — 5 святых: святителя Феодора Владимирского, праведного Иоанна Кронштадтского, равноапостольной княгини Ольги, преподобного Сергия Радонежского и блаженной Матроны Московской.